# Ahmed Kan
Ahmed Kan fue el soberano de la Horda de Oro de 1465 a 1481.
Era hijo del kan Küchük Muhammad y sucedió a su hermano Mahmud Kan al frente de la Gran Horda.

## Reinado
Atacó y sometió al Kanato de Crimea en 1476. Nombró gobernador de ella a uno de sus protegidos, Chanibeg; el señor del kanato conquistado, Meñli I Giray, se refugió en Constantinopla. Las tropas otomanas devolvieron el trono a Meñli Giray dos años después, si bien en calidad de vasallo de la Sublime Puerta. 
En ese mismo año, el gran príncipe de Moscú Iván III de Rusia se negó a pagar tributo al kan de la Horda de Oro. Este decidió castigar a los rusos, reunió un gran ejército y emprendió la campaña de escarmiento. Llegó a orillas del Oká, donde se une al Ugrá, en octubre de 1480. Los tártaros decidieron no cruzar el río. En la orilla opuesta estaba el ejército de Iván III. Los rusos también decidieron no atacar a Ahmed Kan. Los dos ejércitos permanecieron así uno frente al otro separados por las aguas del Ugrá hasta el otoño. El ejército tártaro, que tenía dificultades de abastecimiento y soportaba mal el frío de la región, dejó su campamento de la orilla del Ugrá, 11 de noviembre, sin haberse batido con el enemigo. Este acontecimiento recibió el nombre de «Gran encuentro del río Ugrá» y marcó el final del dominio tártaro-mongol sobre el principado de Moscú.
El 6 de enero de 1481, el ejército de Ahmed Kan fue derrotado y él mismo muerto en un choque a orillas del río Donets con Ibak Kan de Sibir, en Siberia occidental.
Los tres hijos de Ahmed Kan, Seyid Ahmed II, Mutarza y Sheij Ahmed reinaron luego sobre la Horda de Oro, hasta su desaparición en 1502.